# Ryszard Przybysz
Ryszard Przybysz   (Koło, 8 de gener de 1950 - Łódź, 23 de febrer de 2002) fou un jugador d'handbol polonès que va competir entre les dècades de 1960 i 1980.
El 1976 va prendre part en els Jocs Olímpics de Mont-real, on guanyà la medalla de bronze en la competició d'handbol.
A nivells de clubs jugà al MKS Widzew i MKS Polesie (1962-1969) i Anilany Łódź (1969-1981, 1983). El 1982 jugà als Emirats Àrabs Units i el 1983-84 al club austríac SV Linz. Guanyà la lliga polonesa de 1983 i les copes poloneses de 1973 i 1977. Amb la selecció polonesa jugà 89 partits entre 1972 i 1978, amb un balanç de 246 gols marcats.